# Crematogaster coriaria
Crematogaster coriaria är en myrart som beskrevs av Mayr 1872. Crematogaster coriaria ingår i släktet Crematogaster och familjen myror.

## Underarter
Arten delas in i följande underarter:
- C. c. coriaria
- C. c. fraudatrix